# Franco Maria Malfatti
Franco Maria Malfatti (Roma, Regne d'Itàlia, 13 de juny de 1927 - íd. 10 de desembre de 1991) fou un periodista i polític italià que presidí la Comissió Europea entre 1970 i 1972. Va néixer el 1927 a la ciutat de Roma, en una família descendent del rei Felip IV de França. Va estudiar periodisme a la Universitat de Roma La Sapienza. El desembre de 1970 li fou concedida la Gran Creu al Mèrit de la República Italiana. Morí el 1991 a la seva residència de la ciutat de Roma.

## Política nacional
Membre de la Democràcia Cristiana (DC) i estret col·laborador d'Amintore Fanfani, Aldo Moro i Giorgio La Pira, l'any 1951 fou escollit representant nacional de la joventut i el 1958 diputat al Parlament d'Itàlia pel districte de Rieti.
El juliol de 1973 fou nomenat Ministre d'Educació pel primer ministre Mariano Rumor, càrrec que ocupà també en els governs d'Aldo Moro i Giulio Andreotti, abandonant-lo el març de 1978. Posteriorment va esdevenir Ministre de Finances i l'agost de 1979 fou nomenat Ministre d'Afers Exteriors en el govern de Francesco Cossiga, càrrec que ocupà fins al gener de 1980.

## Política europea
El juliol de 1970 fou escollit President de la Comissió Europea, càrrec que desenvolupà fins al març de 1972, data en la qual dimití nou mesos abans de finalitzar el seu mandat per presentar-se a les eleccions italianes. Durant el desenvolupament del seu mandat es van realitzar les negociacions d'adhesió de Dinamarca, Irlanda, el Regne Unit i Noruega. Els tres primers van adherir-se a la Comunitat Europea el 22 d'agost de 1972, mentre que Noruega refusà la seva adhesió mitjançant un referèndum.